# Siège de Landrecies (1543)
Pour les articles homonymes, voir Siège de Landrecies.
Neuvième guerre d'Italie
Batailles
Modèle:Guerre d'Italie
Le siège de Landrecies de 1543 constitue le premier d'une série de sièges historiques sur la ville. 

## Contexte

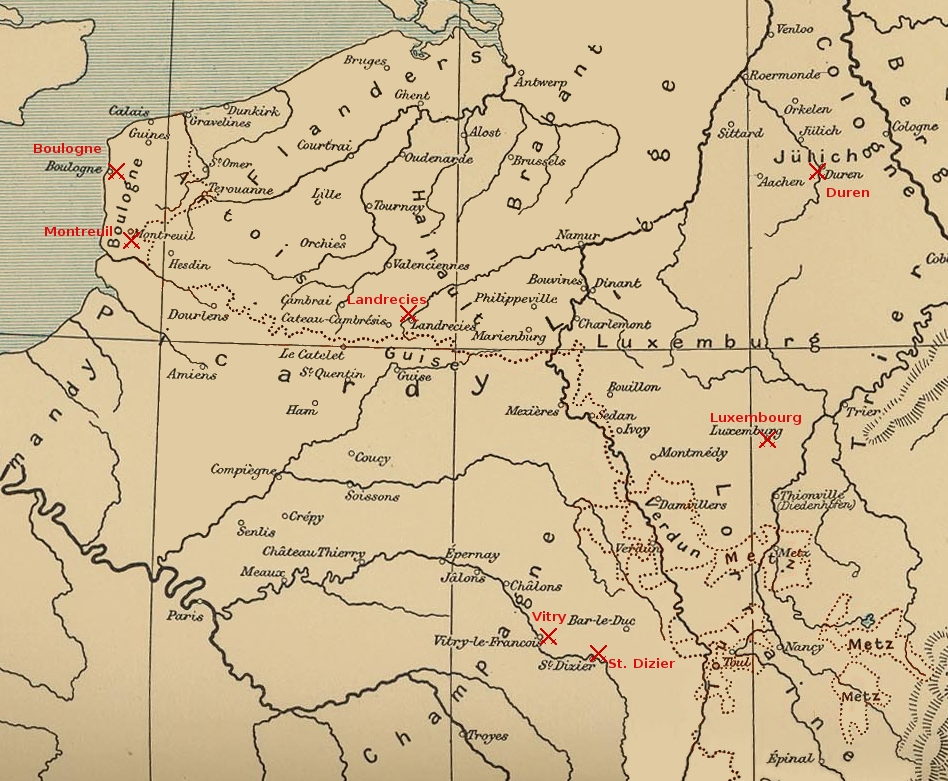
Carte des batailles dans le nord de la France entre 1542 et 1546, montrant Landrecies au centre et à la frontière franco-germanique.

Des troupes françaises se retrouvent assiégées dans Landrecies, au cours de la neuvième guerre d'Italie, alors qu'ils l'ont prise quelques semaines plus tôt dans le cadre de l'offensive sur les flandres germaniques. Ils en profitent pour fortifier la ville intégralement: les premières fortifications modernes datent de 1543 et c'est l'architecte militaire Girolamo Marini qui en est chargé. 
En effet, malgré une signature de paix à Nice à la fin des années 1530 (qui mit fin à la huitième guerre d'Italie), la rivalité (de longue date) entre François Ier, roi des français, et Charles Quint, empereur germanique, ne s'est pas éteinte et le premier n'a pas renoncé à ses prétentions sur le duché de Milan. Le roi de France saisit un prétexte pour déclarer la guerre à son rival et lance l'offensive contre les Habsbourg aux Pays-Bas. 
L'Angleterre, alliée historique des Germains, joint quelques troupes à son soutien au SERGe, car les relations entre François Ier et Henri VIII d'Angleterre se détériorent. L'anglais, déjà furieux par le refus des français de payer les pensions qui lui sont dues à la suite des traités précédemment signés, doit aussi faire face à une tentative d'interférence française en Écosse, alors qu'il tente de conclure un mariage entre son fils Édouard et la reine nouveau-née Marie Stuart. La tentative sera infructueuse et va rapidement se transformer en conflit ouvert (« Rough Wooing »). Henri VIII veut déclarer la guerre à la France mais les négociations menées à cet effet avec son allié germain Charles Quint s'avèrent difficiles car le roi d'Angleterre est un schismatique aux yeux de l'empereur, qui refuse de promettre de le défendre en cas d'attaque et de le reconnaître officiellement comme le chef de l'Église anglicane, deux points auxquels le roi d'Angleterre tient particulièrement. Néanmoins, une fois les négociations terminées, les deux souverains signent le 11 février 1543 un « traité d'alliance offensive », par lequel ils jurent d'envahir la France dans les deux ans. En mai 1543, Henri VIII envoie un ultimatum à François Ier, et lui déclare finalement la guerre le 22 juin.

## Déroulement

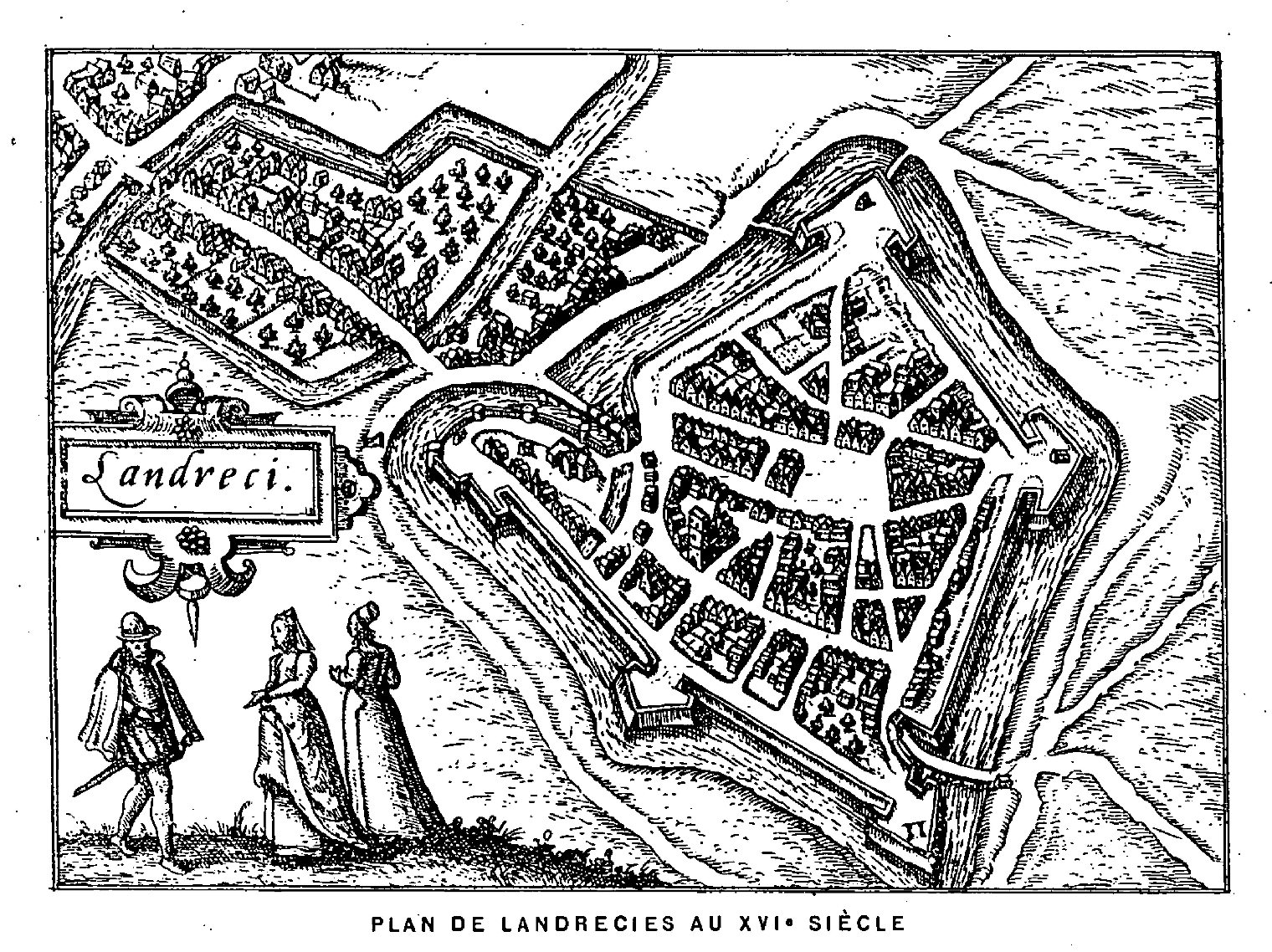
Plan de Landrecies au XVIe siècle

Le siège se déroule alors que le bourg fortifié est assiégé par les forces impériales et anglaises sous le commandement de l'italien Ferrante Gonzaga. 
Eustache de Bimont, dit « Capitaine Lalande » (qui mourra un an plus tard au siège de Saint-Dizier), dirige les hommes d'armes côté français.
Les Français repoussent victorieusement l'attaque conjointe, empêchant ainsi les troupes alliées de marcher en direction de Paris.